# 1997 w nauce

## Astronomia
- Alastair Cameron – Nagroda Henry Norris Russell Lectureship przyznawana przez American Astronomical Society.
- Scott D. Tremaine – Nagroda Dannie Heineman Prize for Astrophysics przyznawana przez American Astronomical Society.

## Nagrody Nobla
- Fizyka – Steven Chu, Claude Cohen-Tannoudji, William Daniel Phillips
- Chemia – Paul Delos Boyer, John Ernest Walker, Jens Christian Skou
- Medycyna – Stanley B. Prusiner